# Jászberény

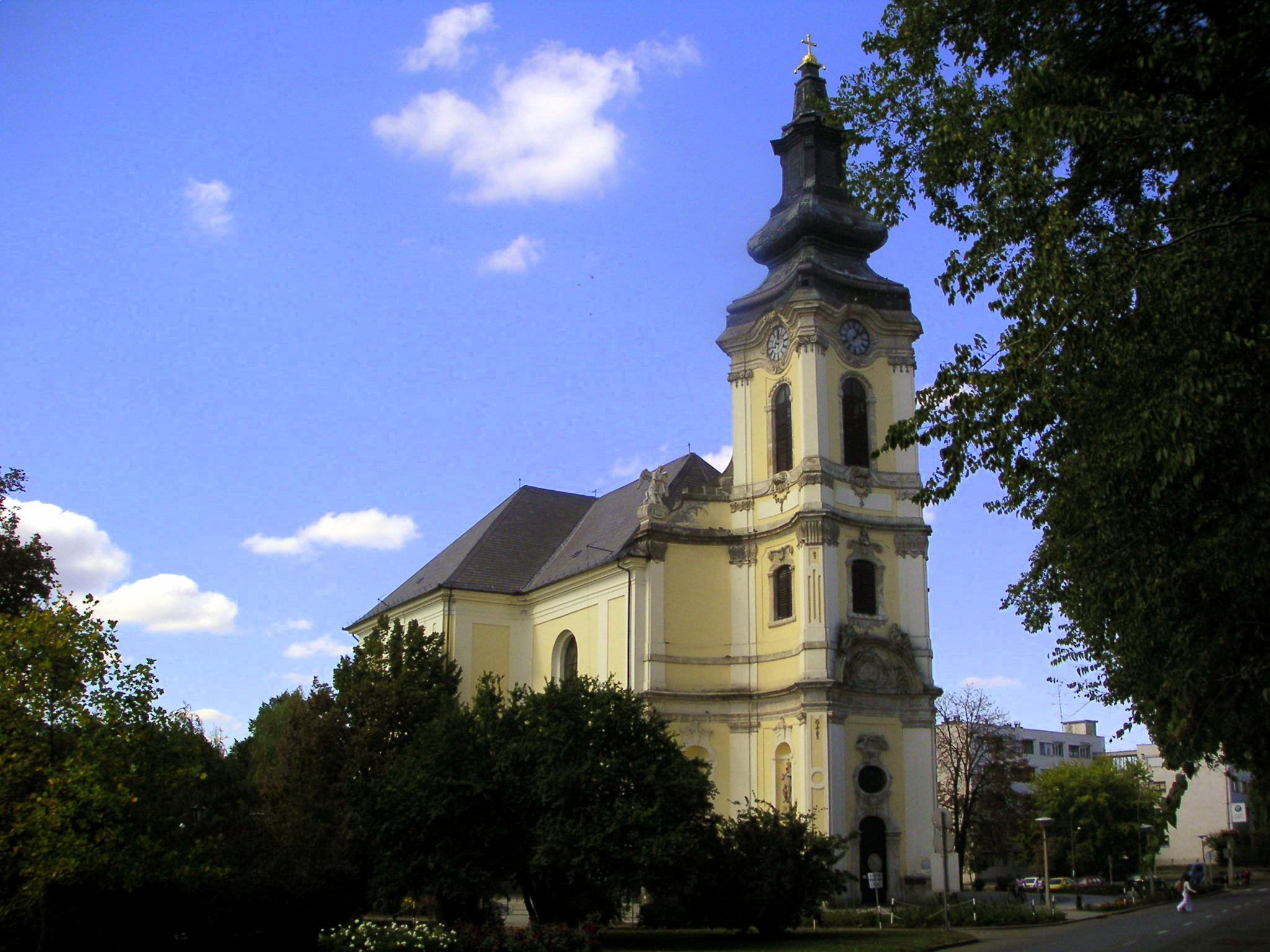
Römisch-katholische Kirche Nagyboldogasszony

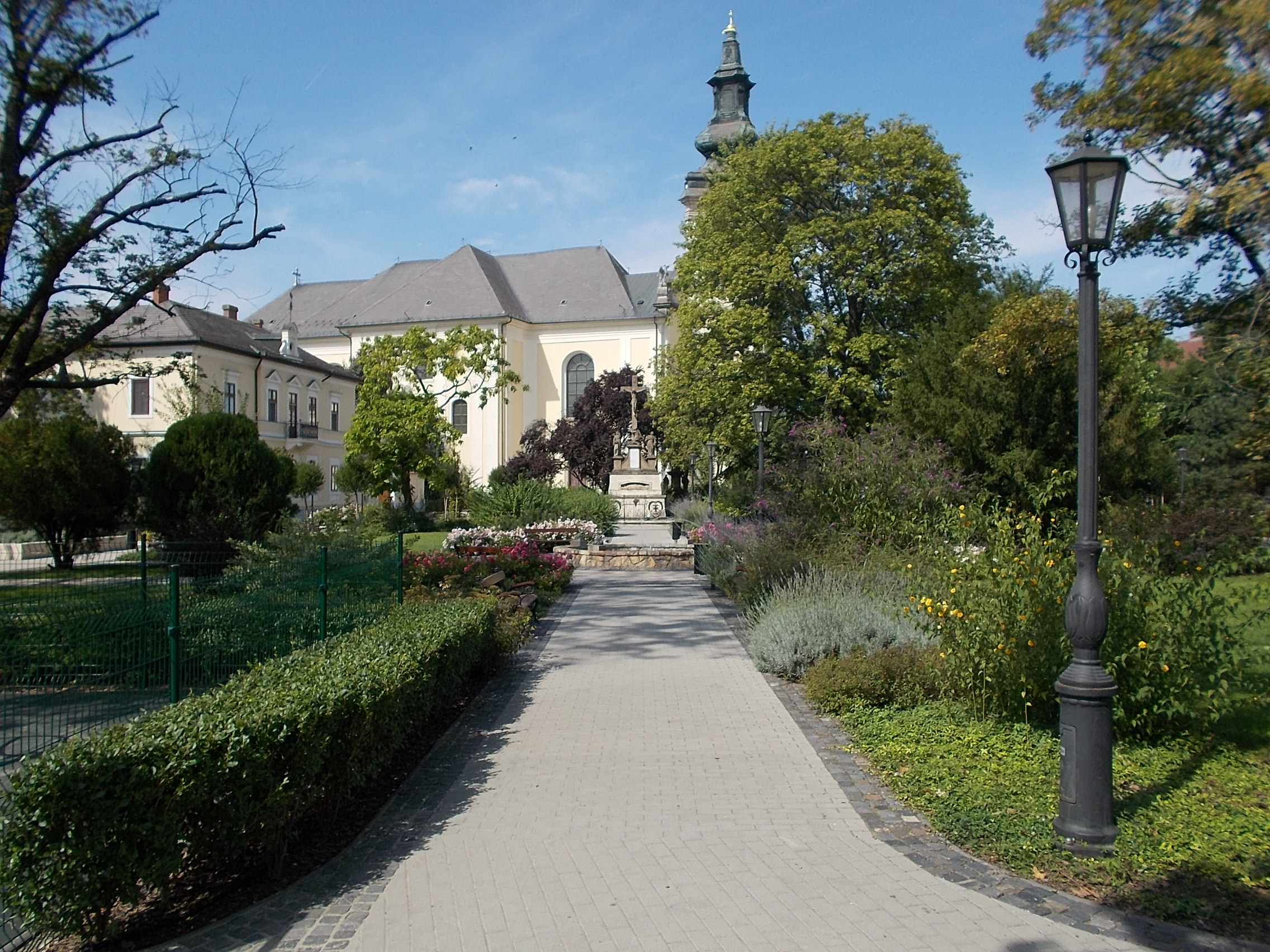
Szentháromság tér

Jászberény [ˈjaːsbɛreːɲ] (deutsch: Jaßbring, lokal auch Berény) ist eine Stadt mit ca. 28.000 Einwohnern in Ungarn, Komitat Jász-Nagykun-Szolnok. Sie liegt im nordwestlichen Ausläufer der Großen Ungarischen Tiefebene 75 km östlich von Budapest an den beiden Ufern der Zagyva und gilt als Hauptstadt der Region Jászság, in der eigene volkskundliche Traditionen (z. B. Volkstänze) überliefert werden.

## Geschichtlicher Überblick
Die ältesten archäologischen Funde im Jászság stammen von nomadisch lebenden Menschen der Steinzeit und datieren auf ca. 16500 Jahre v. Chr. Durch Ausgrabungen (2002) in Jászberény und Jásztelek zur Erforschung der Jäger- und Sammlerkulturen der Mittelsteinzeit im nördlichen Teil der ungarischen Tiefebene durch Róbert Kertész konnten deutliche Siedlungsspuren entdeckt werden. In dieser Zeit erwärmte sich das Klima. Dadurch wurde der eiszeitliche Nadelwald entlang der Flusstäler durch Laubwald abgelöst, das Ökosystem veränderte sich und eine neue Fauna etablierte sich im Karpatenbecken. Die vormals nomadischen lebenden Kulturen wurden unter Druck gesetzt und am Übergang vom Pleistozän zum Holozän wurden sie sesshaft. Spuren aus dieser Zeit weisen darauf hin, dass die Menschen aktiv auf die Verbreitung von Haselnussbüschen hinwirkten – eine frühe Form der landwirtschaftlichen Nutzung. Südlich des Jászság konnten zur gleichen Zeit schon Ackerbau und Viehwirtschaft nachgewiesen werden. Da die Entwicklung des Ackerbaus im Karpatenbecken bestimmend für die neolithische Revolution in Europa war, stellen diese Untersuchungen einen wesentlichen Meilenstein in der Archäologie dar.
Ab ca. 6000 v. Chr. finden sich entlang der Ur-Zagyva permanent bewohnte Ansiedlungen. Ab rund 2800 v. Chr. besiedeln von Süden her neue Völker mit der Fähigkeit des Bronzegiessens das Land. Im Jászság findet sich die aus dem vorderen Orient bekannte Siedlungsform des Tells und damit das nördlichste Vorkommen dieser Form.:19
Ab dem vierten und dritten Jahrhundert vor Christus lassen sich Spuren der von Westen kommenden Kelten im Jászság feststellen. So finden sich keltische Friedhöfe bei Jászberény, Hajta und Jászjákohalma. Ab dem ersten Jahrhundert nach Christus siedelte der aus Sarmatien eingewanderte Stamm der Jazygen in der ungarischen Tiefebene, zu der auch das Jászság gehört. Nach verlorenen Kämpfen mit den Römern im Zuge der Markomannenkriege wird das kriegerische Reitervolk zu einem tributpflichtigen Bündnispartner hinter dem von Rom im vierten Jahrhundert errichteten Limes Sarmatiae. Ihre Siedlungen sind noch in der Zeit des Hunnensturms (fünftes Jahrhundert n. Chr.) nachzuweisen. In der Mitte des sechsten Jahrhunderts siedeln Awaren in der Region und werden schließlich 895 von den landnehmenden Magyaren verdrängt.
Während der Regierungszeit des ungarischen Königs Bela IV siedelte sich im 13. Jahrhundert das Volk der Jász, die ebenfalls auch „Jazygen“ (Jassen) genannt werden, in Ungarn an. Die Jász werden, begründet auf Sprachforschungen, den indoiranischen Völkern zugeordnet. Ihr ursprünglicher Name Àsz veränderte sich unter slawischen und türkischen Einflüssen zu Jász. Diese Information wird aus einem jazygischen Wörterverzeichnis aus dem 15. Jh. abgeleitet, das ca. vierzig Ausdrücke aus dem Themenkreis Vieh, Getreide, Speisen, Gefäße und Begrüssungsformeln aufführt.:33 Ihr Siedlungsgebiet erstreckte sich am Südrand der Mátra nach Westen bis an das Gödöllöer Hügelland, im Osten bis fast an die Theiß und nach Süden hin bis zum heutigen Szolnok, nördlich der dort siedelnden Kyptschaken (ungarisch Kun). Das Siedlungsgebiet bildete im 15. Jahrhundert einen Burgbezirk mit dem Sitz (sedes) Berény, der bis 1876 Hauptstadt des Komitats Jász-Nagykun-Szolnok (Jazygien und Kumanien) war.:15
1536 wurde das Jászság durch die Türken angegriffen und besetzt. In Berény errichteten die türkischen Truppen einen Militärposten aus dem zerstörten Franziskanerkloster und der 1472 errichteten Kirche.
Nach dem Ende der Türkenherrschaft verkaufte Leopold I. den Jászság, genauer den Jaziger District, Groß- und Kleinkumanien, am 22. März 1702 an den Deutschen Orden und hob damit die bereits in der Türkenzeit nicht mehr wahrnehmbaren Privilegien des Bezirks auf. Der Deutsche Orden machte Berény zu seinem Hauptsitz und ernannte die Stadt nun auch offiziell zur Hauptstadt des Bezirks Jászkun (Jászság, Kiskunság und Nagykunság). Die Bevölkerung stimmte dem Verkauf nicht zu. Während der Rákóczi-Aufstände unterstützte die Bevölkerung Franz II. Rákóczi und wendete sich nach der Niederschlagung der Aufstände juristischen Mitteln zu. Sie sammelten die notwendige Summe und kauften ihr eigenes Land zurück. 1745 erkannte Maria Theresia den Freikauf (Redemption~Erlösung):15 an und stellte die ehemaligen Privilegien weitgehend wieder her.
In der Folge der ungarischen Revolution von 1848–1849 wurde das selbständige Verwaltungssystem im Jászkun wieder aufgehoben. Die Dreierregion (Jászság, Kiskunság und Nagykunság) wurde in Kreise eingeteilt, von denen zwei aus dem ehemaligen Jászság gebildet wurden. Kreisstädte waren Jászberény und Jászapáti.
1860 errang die Region ihre autonome Selbstverwaltung noch einmal zurück, nur um sie 1877 endgültig zu verlieren. Das Kiskunság wurde auf die Komitate Pest (Pest-Pilis-Solt-Kiskun) und Bács (Bács-Kiskun) aufgeteilt, Jászság und Nagykunság wurden dem Komitat Jász-Nagykun-Szolnok zugeschlagen. Neue Komitatshauptstadt war nun Szolnok und Jászberény verlor seine frühere Bedeutung.

## Wirtschaft
Jászberény ist ein wichtiges Schul- und Verwaltungszentrum. Ein 1767 in Jászapáti gegründetes Gymnasium wurde 1779 nach Jászberény verlegt. Das 1917 eingerichtete Lehrerkolleg wird seit dem 1. Januar 2000 als „Szent István“ Universität in Jászberény weitergeführt. Im Rahmen des ersten ungarischen Fünf-Jahres-Plans (1954–1959) wurde eines der drei wichtigsten Projekte in der ungarischen Tiefebene – die Aprítógépgyár RT (Schwermaschinenfabrik) – in Jászberény gegründet. 1952 wurde daneben ein Kühlschrankwerk – LEHEL Hűtőgépgyár (ung. Lehel Kühlschrankwerk) – gegründet, das sämtliche Kühlschränke für Ungarn produzierte und somit nationale Bedeutung erlangte. 1991 übernahm der schwedische Haushaltsgerätehersteller Electrolux das Werk, das seither erheblich um- und ausgebaut wurde. Das Werk ist mit ca. 3500 Beschäftigten eines der größten Unternehmen in Ungarn. Im Rahmen dieser Entwicklung siedelten sich weitere Industrieunternehmen – hauptsächlich Maschinenbau und Kunststoffverarbeitung – in der Region an, wodurch sich auch der Handel belebte und Jászberény seine Rolle als wichtigster Handelsplatz der Region festigte. Daneben bleibt, auch nach der Privatisierung des Landbesitzes, die Landwirtschaft ein wichtiger Wirtschaftszweig. Die wichtigsten Anbaupflanzen sind Getreide, Zwiebeln und Melonen.

## Kultur

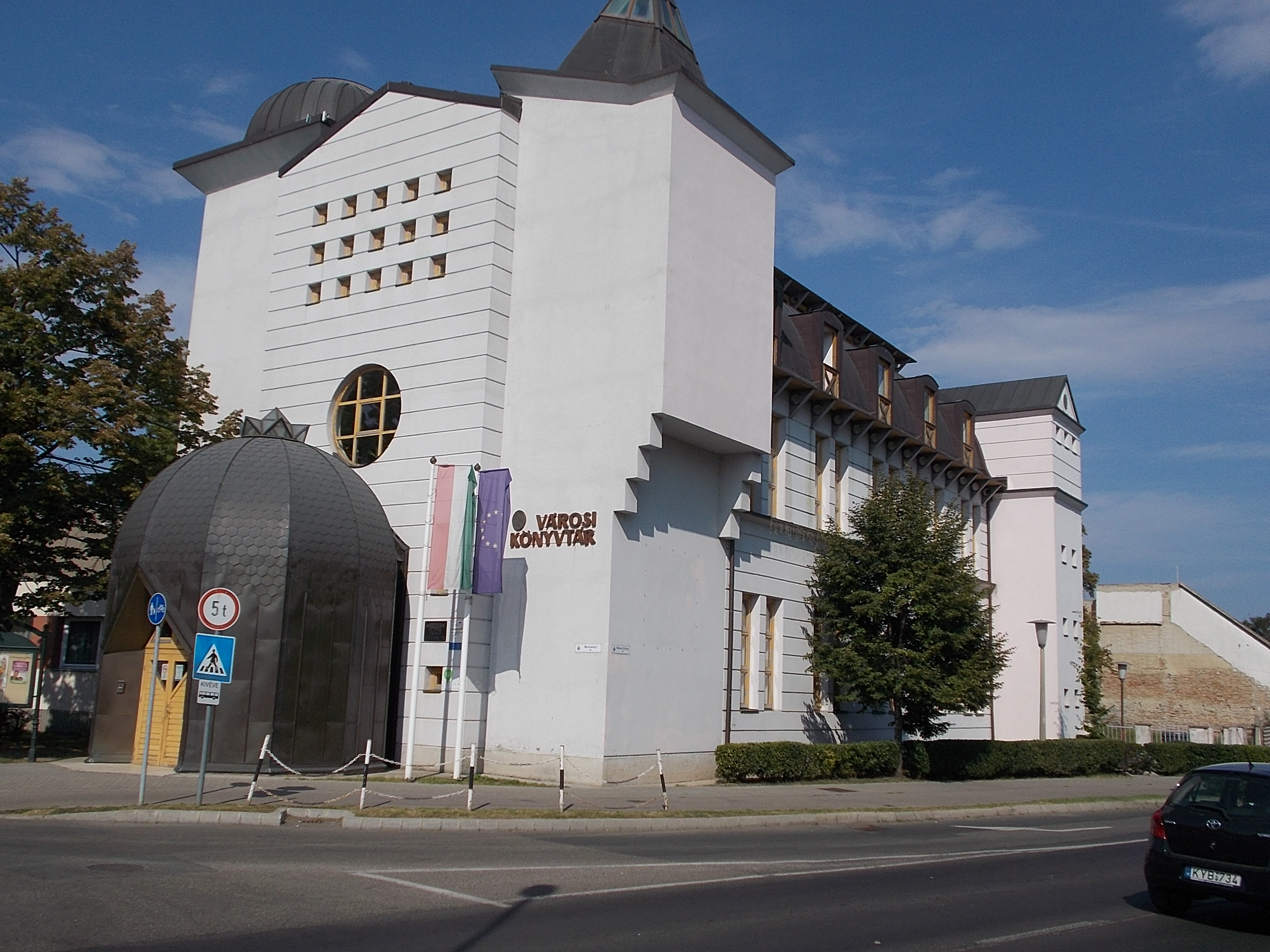
Städtische Bücherei

Jászberény hat ein lebhaftes Kulturleben. Bekannt sind aus der Stadt die folgenden Chöre, Volksmusikgruppen und Tanzgruppen: Jászság Népi Együttes, Lehel Társastánc Klub, Palotásy János Vegyeskar, Székely Mihály Kórus, sowie Vasas Kórus.
Jährlich veranstaltet Jászberény ein Internationales Tanzhaus- und Musiker-Camp (Nemzetközi Táncház és Zenésztábor), ein Tschango-Festival (Csángó Fesztivál), den Nationalen Honigmarkt (Országos Mézvásár) und seit 1996 diverse Veranstaltungen im Rahmen des Jászberényer Sommer (Jászberényi Nyár).

### Museum
Am 24. Dezember 1874 wurde auf Betreiben des stellvertretenden Bürgermeisters Orbán Sipos das Museum der Stadt Jászberény in einem Nebengebäude des damaligen Rathauses eröffnet.
Das Museum enthält eine große Sammlung von archäologischen, historischen und ethnologischen Ausstellungsstücken mit Bezug auf die Region Jász (Jászság).

### Die Lehel-Sage

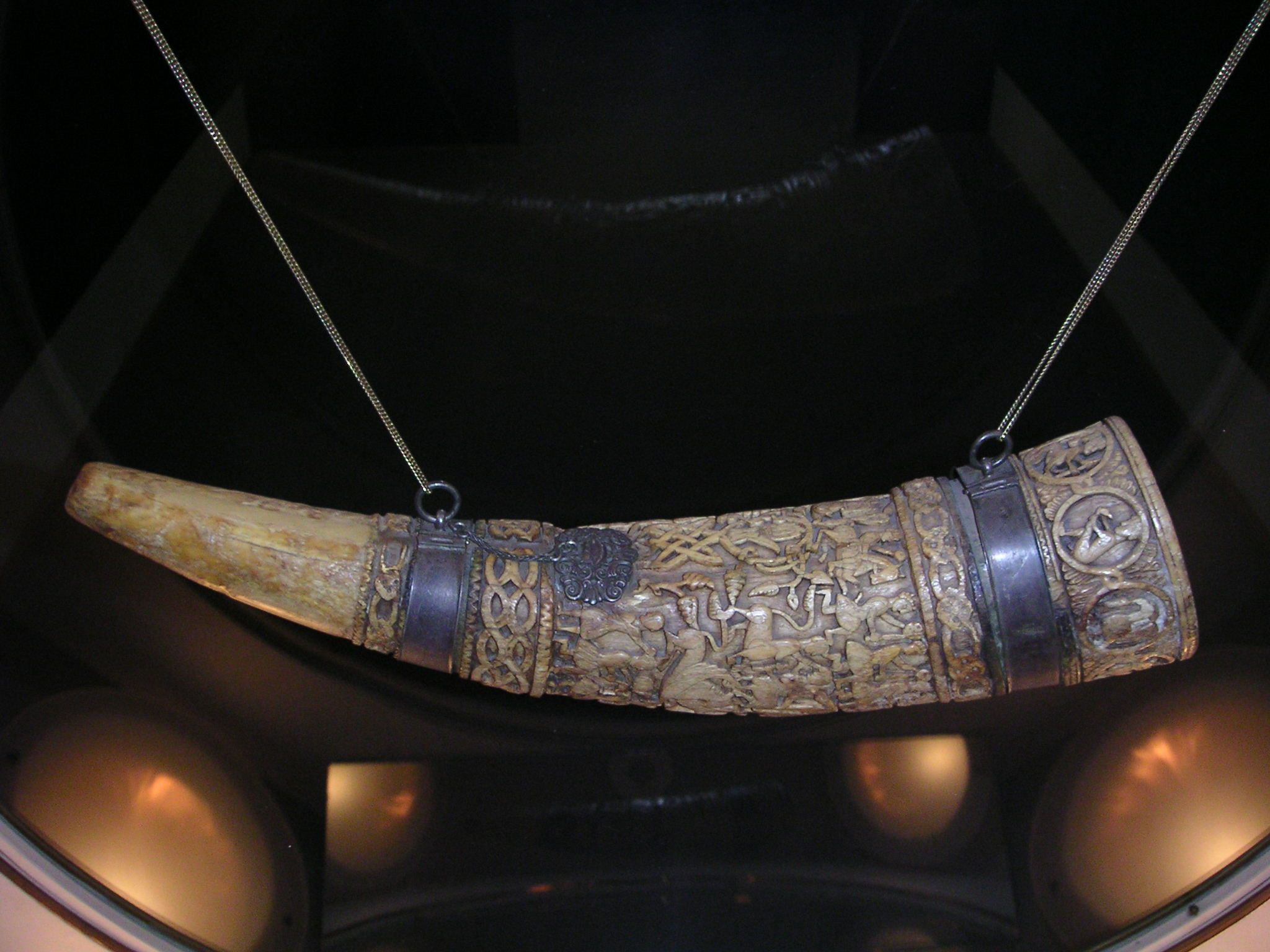
Horn des Lehel

Mit Jászberény verbindet sich eine der beliebtesten Volkssagen Ungarns, die Lehel-Sage.
Während eines Feldzugs der Ungarn nach Deutschland kam es um 950 auf dem Lechfeld bei Augsburg zu einer großen Schlacht. Ein Teil der Ungarn wurde von deutschen Einheiten umringt, dann getötet oder gefangen genommen. Auch zwei Heerführer der Ungarn gerieten so in Gefangenschaft. Vor den Kaiser gebracht bot dieser ihnen an, sich für eine Todesart zu entscheiden, die ihnen genehm sei. Der eine – Lehel – bat daraufhin darum, noch einmal sein Horn spielen zu dürfen. Man reichte ihm sein Horn. Er ergriff es, stürzte zu dem Kaiser und erschlug diesen mit dem Horn und rief dabei: „Du wirst im Jenseits mein Knecht sein!“ da die alten Magyaren glaubten, erschlagene Gegner würden im Jenseits als Diener des Siegers weiterleben.
Im Museum von Jászberény wird ein byzantinisches Horn aus Elfenbein aufbewahrt, welches seit langem als „Horn des Lehel“ bekannt ist. Wissenschaftlich lässt sich weder die Sage, noch die Identität des Horns belegen.

## Entwicklung der Bevölkerungszahl
| Jahr | Einwohner |
| ---- | --------- |
| 1900 | 25 227    |
| 1910 | 29 675    |
| 1920 | 31 971    |
| 1960 | 30 332    |
| 1985 | 30 983    |
| 1990 | 29 221    |
| 1996 | 28 502    |
| 2001 | 28 207    |

## Städtepartnerschaften
Es bestehen folgende Städtepartnerschaften:
- Conselve, Italien, seit 1991
- Lunca de Sus, Rumänien, seit 2011
- Sângeorgiu de Mureș, Rumänien, seit 2012
- Sedalia (Missouri), USA, seit 1994
- Sucha Beskidzka, Polen, seit 2004
- Tjatschiw (Тячів), Ukraine, seit 2008
- Topoľčany, Slowakei, seit 2009
- Vechta, Deutschland, seit 1993
- Yazd, Iran, seit 1996

## Söhne und Töchter der Stadt
- Déryné Széppataki Róza (1793–1872), Opernsängerin
- Janka Zirzen (1824–1904), Pionierin der ungarischen Lehrerausbildung, Direktorin des ersten staatlichen Lehrerausbildungsinstituts in Ungarn
- Antal Beleznay (1859–1915), Komponist und Dirigent
- László Almásy (1869–1936), Politiker und Präsident des Abgeordnetenhauses
- Albert Bertalan (1899–1957), Maler der École de Paris
- Mihály Székely (1901–1963), Opernsänger
- Aladár Gerevich (1910–1991), Olympiasieger im Fechten
- John Birges (1922–1996), Bombenleger und Erpresser
- Tibor Csík (1927–1976), Olympiasieger im Boxen
- Péter Darázs (* 1985), Shorttracker
- Rózsa Darázs (* 1987), Shorttrackerin
- Renáta Sándor (* 1990), Volleyballspielerin
- Péter Szappanos (* 1990), Fußballtorhüter
- Barbara Somogyi (* 2002), Shorttrackerin